# Club Sport Rosario
Il Club Sport Rosario, meglio noto come Sport Rosario, è stata una società calcistica peruviana con sede nella città di Huaraz.
È uno dei quattro club emblematici di Huaraz, insieme al Deportivo Belén, al Sport Áncash e all'UNASAM, essendo questo il loro primo rivale classico; mentre con il Sport Áncash disputa partite che sono diventate più sentite negli ultimi quindici anni.

## Palmarès

### Competizioni regionali
- Lega dipartimentale di Áncash: 2

2014, 2016